# Hérat
Pour les articles homonymes, voir Hérat (province).
Hérat, Herat ou Hérât (en dari : هرات ; en pachto : هرات) est une ville de l'Ouest de l'Afghanistan proche des frontières de l'Iran et du Turkménistan. Elle est le chef-lieu de la province d'Hérat et du district d'Hérat. La ville compte 436 300 habitants et est la troisième ville d'Afghanistan derrière Kaboul et Kandahar.

## Histoire
C'est l'antique Alexandrie d'Arie fondée par Alexandre le Grand, une des villes-étapes de la Route de la soie et l'une des grandes cités du Khorassan historique.
Hérat, prise en 1383 par le Turco-mongol Tamerlan, est, avec Samarcande, l'un des phares de la Renaissance timouride, période artistique et culturelle brillante qui couvre tout le XVe siècle sous le gouvernement des Timourides, descendants de Tamerlan.
Elle est en particulier la capitale des princes Shah Rukh, père du prince-astronome Oulough Beg, de 1409 à 1447, et Husayn Bayqara, grand mécène, de 1469 à 1506. Celui-ci fit travailler le poète et mystique persan Djami, le poète et ministre turc Mir Alisher Navoï et le peintre Behzad, père de la miniature indo-persane.
Le sultanat de Hérat est brièvement indépendant entre 1717 et 1732, année de sa reconquête par Nadir Chah.
Encore prospère au début du XIXe siècle, avec les vergers renommés du Bagh-i-Chah (jardin du roi), la ville et ses environs sont dévastés par les guerres qui opposent la Perse des Kadjars à l'Afghanistan. Sa population, évaluée à 80 000 habitants avant 1838, descend à 5 000 ou 6 000 après 1857. Hérat est assiégée sans succès par les Perses en 1838. Une nouvelle attaque perse est repoussée en 1857, lors de la guerre anglo-perse. La ville, cédée par la Perse au traité de Paris, passe sous le contrôle effectif de l'Afghanistan en 1863.
La ville change plusieurs fois de mains pendant la guerre d'Afghanistan (1989-1992). Elle est prise par les talibans en 1995 et reprise par l'Alliance du Nord en 2001.
Le 23 février 2018, les représentants des gouvernements de l'Afghanistan, du Turkménistan, du Pakistan et de l'Inde inaugurent à Hérat le chantier du gazoduc TAPI reliant les gisements turkmènes aux marchés pakistanais et indien.
La Bibliothèque nationale de France abrite quelques beaux manuscrits illustrés réalisés à Hérat.
Le 12 août 2021, les talibans s'emparent de nouveau de la ville, lors de leur offensive faisant suite au retrait des troupes de l'organisation militaire de l'OTAN, à la fin de la dernière guerre d'Afghanistan.
En octobre 2023, deux tremblements de terre font plus de 2 000 morts dans cette même ville.

## Géographie
Située à l'ouest du pays, proche de l'Iran, Hérat est la troisième plus grande ville d'Afghanistan avec 436 300 habitants selon une estimation de 2012. Les principales langues parlées dans la ville sont le persan et, dans une moindre mesure, le pashto.
Hérat est située dans une zone fertile et produit du vin[réf. nécessaire].

## Monuments
- La Grande Mosquée du Vendredi d'Hérat.
- La citadelle d'Hérat.
- Le mausolée de Goharshad (en persan, گوهرشاد), l'épouse de Shah Rukh, le plus jeune des quatre fils de Tamerlan. Robert Byron y voyait le « plus bel exemple coloré d’architecture jamais conçu par l’homme à la gloire de Dieu et de lui-même ». Le dôme nervuré était alors recouvert d'émail bleu. L'édifice est situé dans le complexe monumental dénommé plateau du Mussella.
- Le mausolée de Fakhr ad-Dîn ar-Râzî.
- À 5 km de la ville, à Gazorgah, se trouve le mausolée du poète et philosophe soufi Abdullāh Ansārī, (en persan خواجه عبدالله انصاری). Il disait à propos d’Hérat : « Le soleil est là-bas et le rayon ici ; et qui a jamais vu rayon séparé du Soleil ? ».

La mosquée du Vendredi
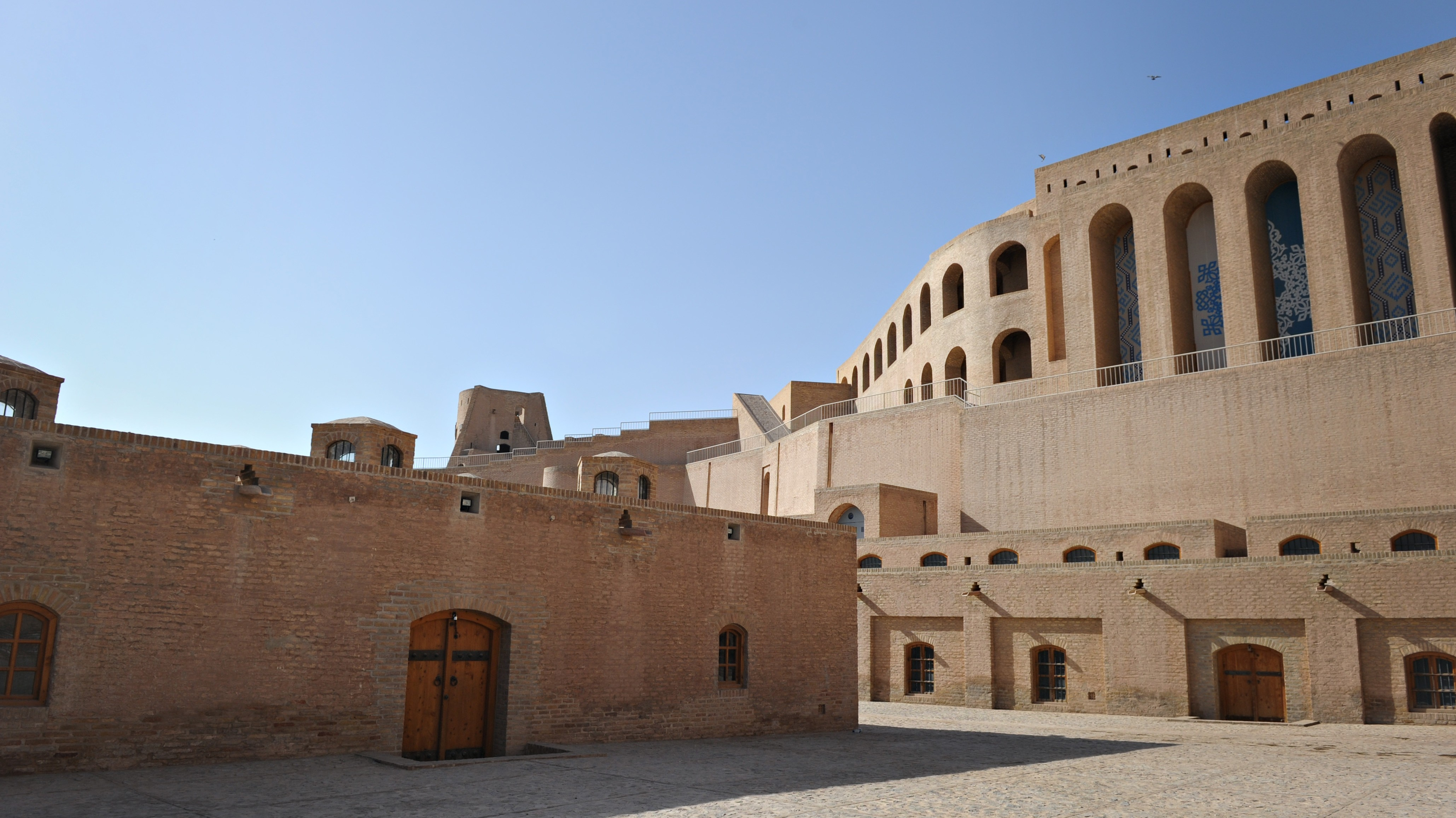
La citadelle.
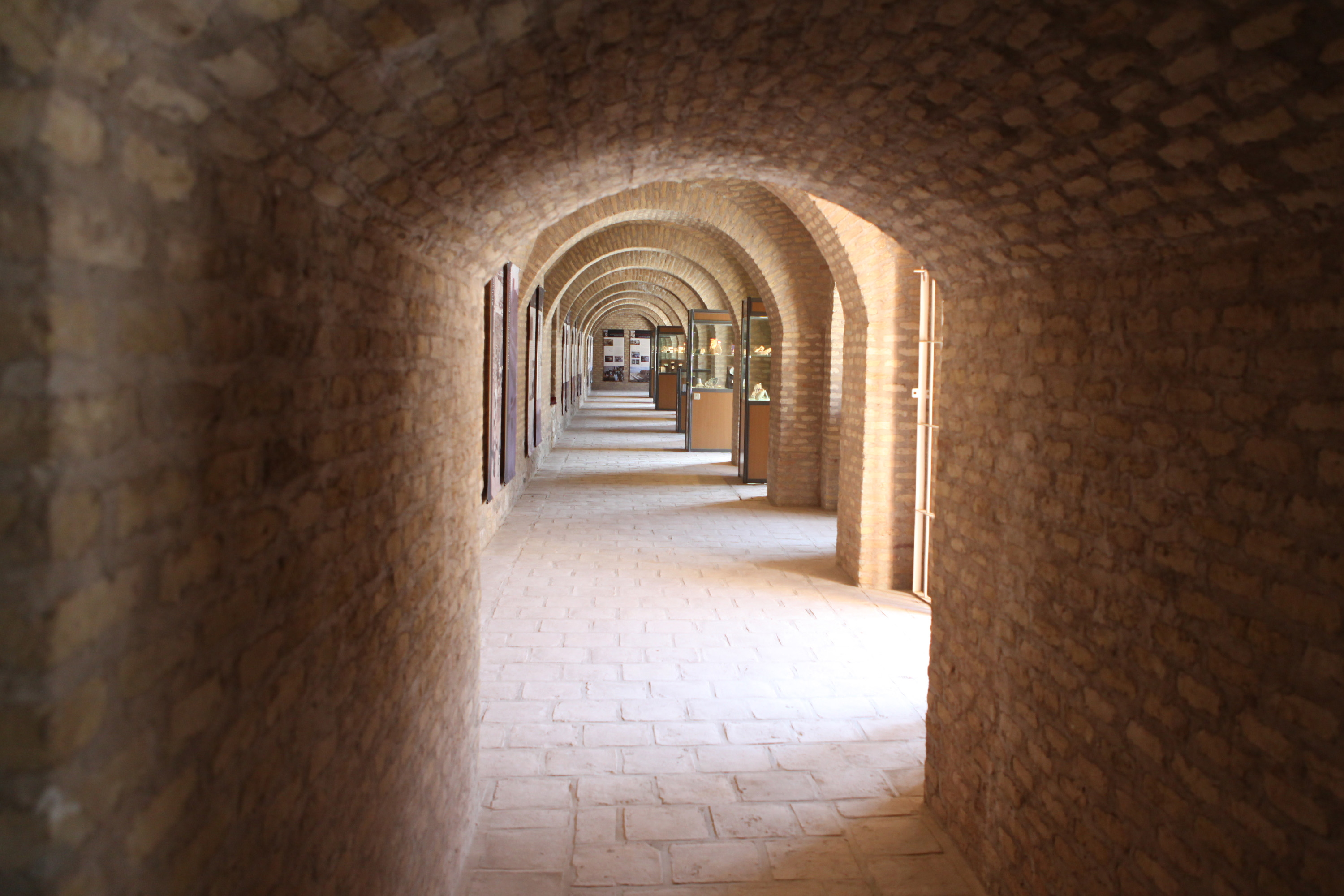
Intérieur du musée de la citadelle.
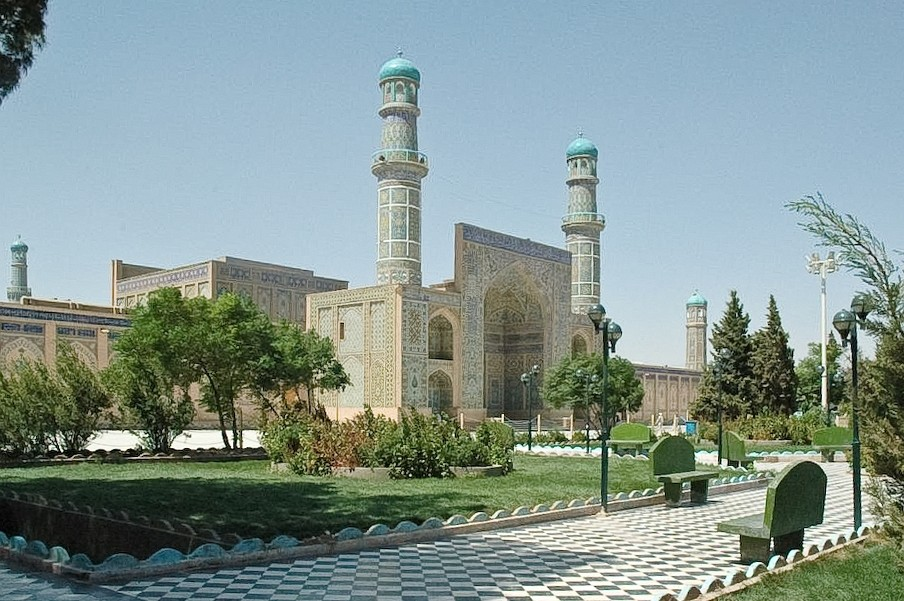
Mosquée du Vendredi, Hérat.
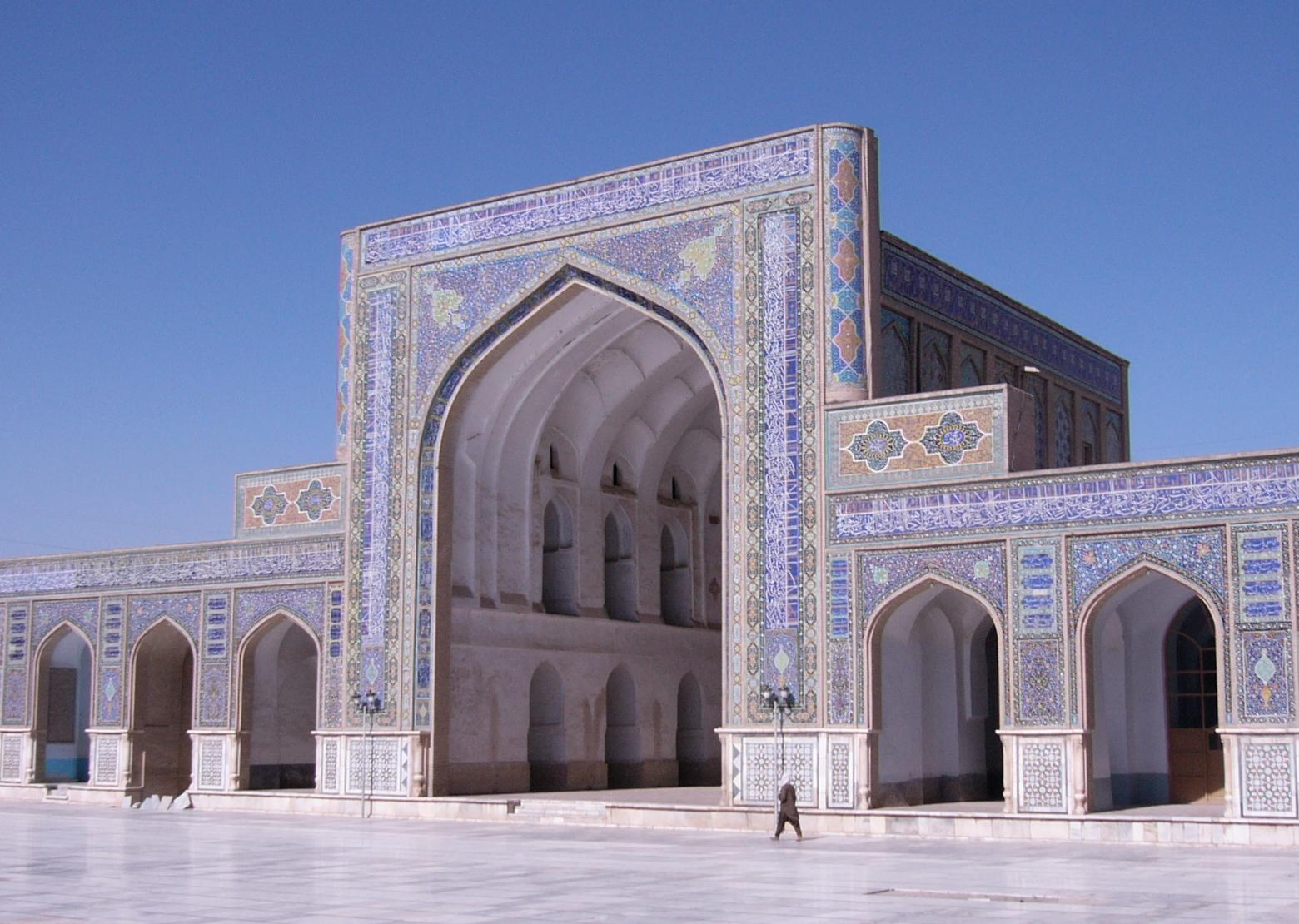
Mosquée du Vendredi.
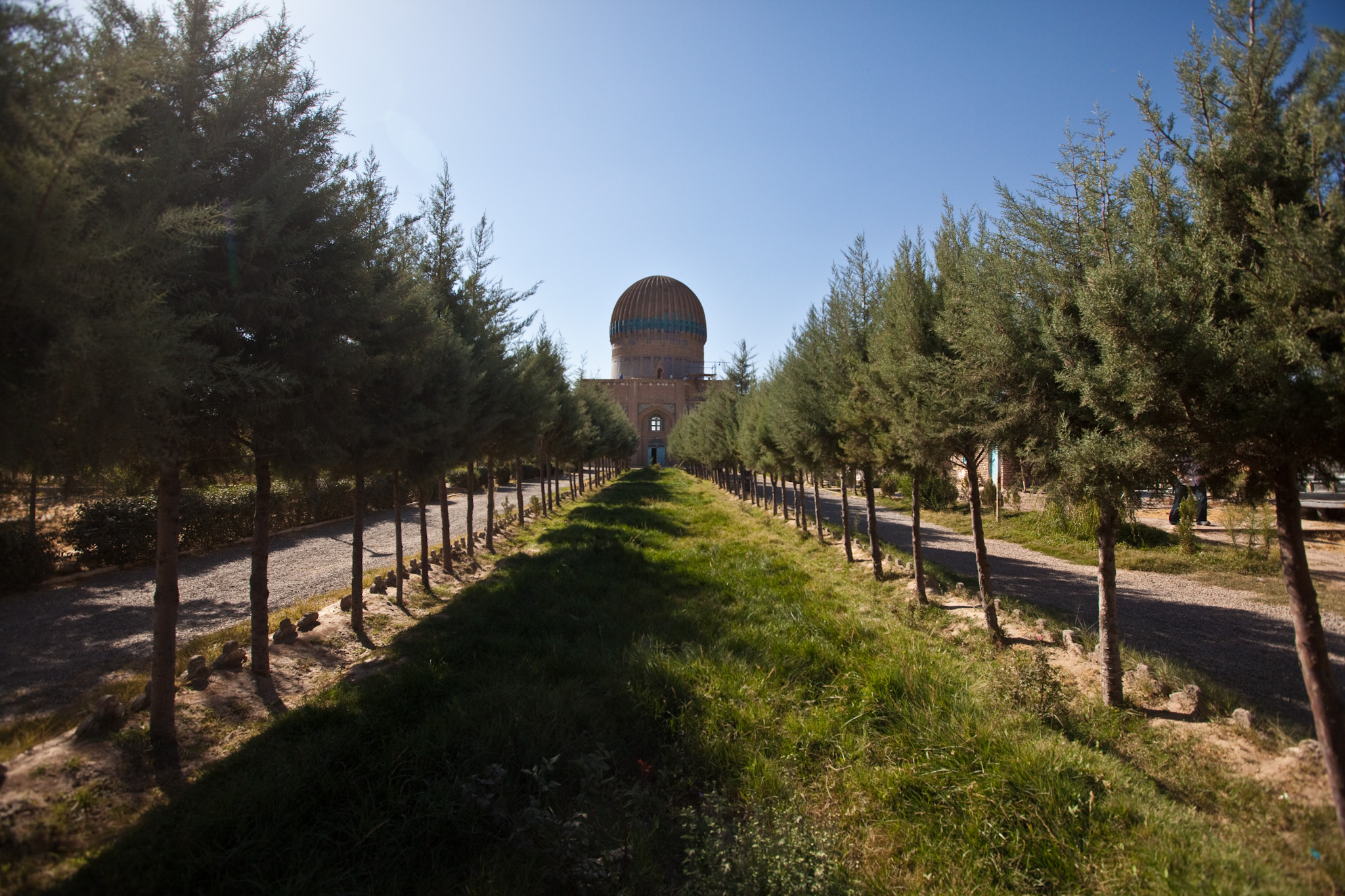
Mausolée de Goharshad.

## Personnalités nées à Hérat
- Khwājah Abdullāh Ānsārī, mystique persan du XIe siècle ;
- Nadia Anjuman (1981-2005), poétesse
- Nūr ud-Dīn Jāmī, poète persan du XVe siècle ;
- Nizām ud-Din ʿAlī Shīr Navā'ī, poète et homme politique de la période timouride ;
- Ustād Kamāl ud-Dīn Behzād, peintre persan ;
- Mīrzā Shāhrūkh bin Tīmur Barlas, empereur de la dynastie timouride de Hérat ;
- Mīrzā Husseyn Bāyqarāh, empereur de la dynastie timouride de Hérat.
- Abbas Ier le Grand (1571-1629), cinquième chah séfévide d'Iran.
- Roya Mahboob, femme d'affaires afghane.
- Sonita Alizadeh, rappeuse et activiste en faveur du droit des femmes.
- Nadia Nadim, joueuse de football.
- Abū Manṣūr al-Azharī, lexicographe persan du Xe siècle.
- Soraya Rahim Sobhrang (née en 1958), femme politique, médecin et militante des droits de l'homme.
- Somaia Ramish (née en 1986), poétesse, écrivaine, journaliste et activiste féministe afghane.